# Alvinczi József
Báró borbereki Alvinczi József (helyenként Alvinczy) (Alvinc, 1735. február 1. – Buda, 1810. november 25.) császári magyar tábornok, a hétéves háború kapitánya; I. Ferenc magyar király katonai oktatója, a belga forradalmat leverő császári csapatok vezetője, az Udvari Haditanács tagja; a napóleoni háborúk altábornagya és egyik hadvezére, Magyarország főhadikormányzója, tábornagy, a katonai reformbizottság elnöke; az egyetlen magyar katona, aki a Katonai Mária Terézia-rend mindhárom fokozatát megkapta; 1763-tól báró.

## Korai pályafutása

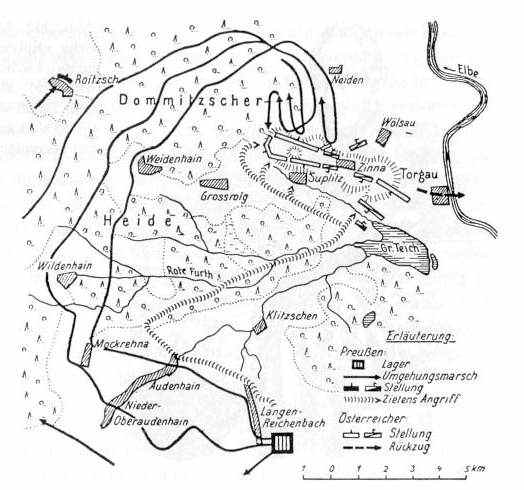
A torgaui csata

Erdélyben, Alvincen született, Gyulay Ferenc gróf házánál nőtt fel, 14 éves korában lett zászlós. 1753-ban léptették elő kapitánnyá, egy gránátos század élére.
A hétéves háborúban tüntette ki magát bátorságával a torgaui és a teplitzi csatában, ahol bátor parancsnoki ténykedéséért nyerte el a másodőrnagyi rangot.
A háború végén dolgozott kiterjedtebben Franz Moritz von Lacy új szabályozási tervén az egész hadsereg számára.

## Dinasztikus háborúk 1770–1790 között
1774-ben a 19. gyalogsági regiment élére mint ezredest nevezték ki. Ő vezette ezt az ezredet a bajor örökösödési háborúban (1778–1779), 1779-ben elfoglalta a „cseh kaput” és elfogta Hessen-Phillipsthal herceget, a porosz hadsereg parancsnokát. A sikerekért vezérőrnagyi ranggal és a Katonai Mária Terézia-rend lovagkeresztjével tüntették ki.
II. József őt bízta meg unokaöccsének, a későbbi Ferenc József Károly főhercegnek, a későbbi II. Ferenc császárnak a hadtudományokban való oktatásával.
Az 1787–91-es Habsburg–török háború idején Alvinczi Laudon tábornagy parancsnoksága alatt szolgált, Belgrádot próbálta elfoglalni, de sikertelenül. A háború az Oszmán Birodalommal még tartott, amikor Osztrák-Németalföldön (a későbbi Belgiumban) forradalom tört ki. Alvinczit altábornaggyá nevezték ki, és északra küldték a lázadás leverésére, de itt megsérült, amikor lova felbukott, s emiatt a további harcokban nem vett részt.

## Neerwinden, Fleurus, Charleroi
Amikor a francia forradalmi háborúk 1792-ben megkezdődtek, Alvinczi egy demoralizált hadosztályt vezetett, kulcsfontosságú lépés volt a harci morál visszaállítására a győztes neerwindeni csata, 1793-ban, amelynek során az ő vezetésével foglalták el a települést, ezért a Mária Terézia-rend parancsnoki középkeresztjével tüntették ki. Az ő parancsnoksága alatt állt az a segéderő, amely támogatta York hercegét, harcolt a Landrecy és a fleurus-i csatában, mielőtt megsebesült Mariolles-nél.
Kihasználva, hogy táborszernaggyá léptették elő, Alvinczi javasolta a Vilmos Frigyes Oránia-Nassaui hercegnek Charleroi felmentését, ami sikerült is. 1793 júniusában, két lovat lőttek ki alóla, jutalmul megkapta a Mária Terézia-rend nagykeresztjét is. Hamarosan a Felső-Rajnai hadsereg parancsnoka lett, majd 1795-ben visszahívták a bécsi Udvari Haditanácsba (Hofkriegsrat).

## Az itáliai hadszíntér és újabb feladatok

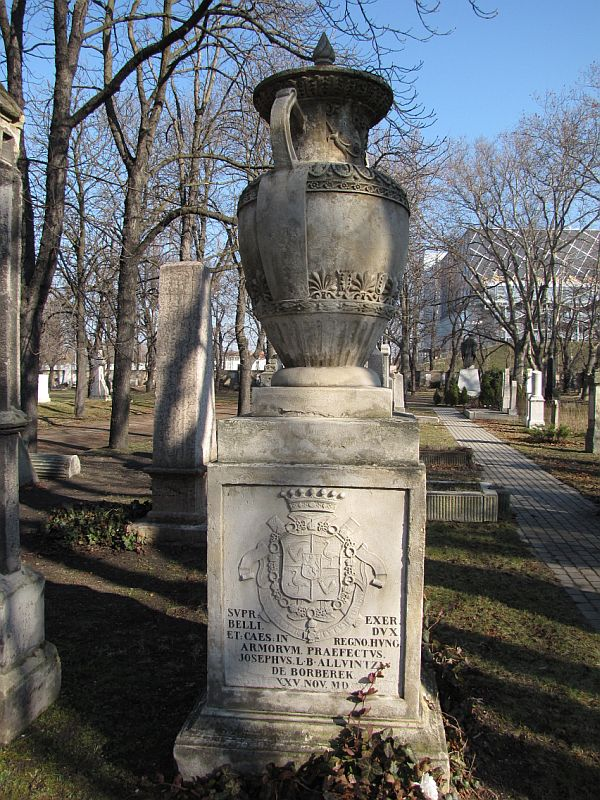
Alvinczi József, báró sírja Budapesten. Kerepesi temető: 17/1-1-40

1796 végén vette át a hadsereg parancsnokságát, hogy Bonaparte tábornok ellen harcoljon az Appennini-félsziget északi részén. Miután megszervezte a tiroli milíciát, hogy szembenézzen a francia előrenyomulás veszélyével, 1796-ban, megpróbálkozott az ostromlott Mantova harmadik felmentési kísérletével. Alvinczi hadserege főként újoncokból és kevés tapasztalattal rendelkező tisztekből állt, mégis sikerült legyőznie Bonapartét Bassanónál november 6-án és Caldierónál november 12-én. Végül Bonaparte győzelmet aratott kemény küzdelemben Alvinczi felett az arcolei híd csatájában, 1796. november 15–17-én. Az első, Vicenza felé irányuló visszavonulás után november 22-én az osztrákok  bátran visszafoglalták a csatateret. De amikor úgy találta, hogy az ő hadnagya, Paul Davidovich csapatai megkezdték a visszavonulást, belátta vereségét és visszavonult Bassanóból.
Annak ellenére, hogy romlott az egészségi állapota, mégis újra és újra próbálkozott. Súlyos vereséget szenvedett a rivoli csatában, 1797. január 14–15-én. Mantovát nem sokkal később feladták az osztrák erők. Alvinczi lett Magyarország katonai kormányzója, és tábornaggyá (Feldmarschall) nevezték ki, 1808-ban. Két évvel később halt meg Budán.
Sírjánál Báthory Gábor református püspök tartott gyászbeszédet.

## Anekdoták
„Alvinczi József generálisról beszélik azt az adomát, hogy mikor a franciák előtt megszaladt inszurgenseket korholta, elébe állt egyik katonája és K.-t kiáltva, odanyújtotta neki pisztolyát, melyen nem volt sem kakas, sem kova, azt hányva Alvinczi szemére, hogy midőn ilyen fegyverrel látták el őket, hogyne kellett volna meghátrálniok az ellenség tüze előtt!”

## Fordítás
- Ez a szócikk részben vagy egészben  a   József Alvinczi című angol Wikipédia-szócikk ezen változatának fordításán alapul.  Az eredeti cikk szerkesztőit annak laptörténete sorolja fel. Ez a jelzés csupán a megfogalmazás eredetét és a szerzői jogokat jelzi, nem szolgál a cikkben szereplő információk forrásmegjelöléseként.